# قطعنامه ۳۲۹ شورای امنیت
قطعنامه ۳۲۹ شورای امنیت سازمان ملل متحد که در تاریخ ۱۰ مارس ۱۹۷۳ تصویب شد، سندی بین‌المللی دربارهٔ تصمیم به اعمال تحریم‌ها بر زیمبابوه است. این قطعنامه طی نشست ۱٬۶۹۴ام با ۱۵ موافق، ۰ مخالف و ۰ ممتنع تصویب شد.